# Ready or Not (canção de Shinee)
Ready or Not é uma música eletrônica originalmente interpretada pela boy band sul-coreana Shinee, e mais tarde remixada pelo DJ alemão Michael Mind.

## Versão por Shinee

### Produção e lançamento
A canção foi escrita e composta por Will Simms, um produtor musical francês, que fez sua estréia na SM Entertainment com essa música e depois trabalhou com outros artistas da SM Town, incluindo TVXQ para "Keep Your Head Down", Girls' Generation para "I Got a Boy" e EXO para "Wolf". Risto Asikainen e Setä Tamu também trabalharam na canção enquanto Misfit escreveu as letras. "Ready or Not" foi incluída como uma faixa no segundo álbum coreano do Shinee, Lucifer lançado em 19 de julho de 2010 sob o rótulo da SM Entertainment.

### Recepção e promoções
A canção alcançou o pico 71 na Gaon Chart. O critico de K-pop McRoth listou "Ready or Not" como uma de suas canções favoritas de uptempo do Shinee. Popreviewsnow apreciou o club-y vibe e Indian-y elements da canção, dizendo que "...o gancho não é trabalho, explode coro, e mesmo que uma boa parte do rap da música..."
"Ready or Not" foi performada pelo Shinee durante a sua primeira turnê asiática Shinee World e a versão ao vivo foi incluída no álbum Shinee World. Também foi performada durante sua primeira turnê japonesa Shinee World 2012.

## Versão por Michael Mind
O remix Europop e cover de "Ready or Not" foi performada pelo DJ alemão Michael Mind e lançada como single do rapper americano Sean Kingston no dia 24 de junho de 2011. A canção alcançou o pico 55 na German Singles Chart. Também foi lançada como faixa em seu segundo álbum State of Mind em 2012.

## Desempenho nas paradas
| Ano  | Single                               | Melhores posições | Melhores posições | Artista      | Álbum         |
| Ano  | Single                               | KOR               | GER               | Artista      | Álbum         |
| ---- | ------------------------------------ | ----------------- | ----------------- | ------------ | ------------- |
| 2010 | "Ready or Not"                       | 71                | —                 | Shinee       | Lucifer       |
| 2011 | "Ready or Not" (feat. Sean Kingston) | —                 | 55                | Michael Mind | State of Mind |